# Haslet (culinária)
Haslet (ou “acelet”) é um prato típico da  culinária da Inglaterra, especificamente do condado de Lincolnshire.  É um rolo-de-carne de porco moída, ligada com pão seco demolhado em água ou leite e temperada com cebola picada, sálvia, sal e pimenta; coloca-se a mistura numa forma para pão e leva-se a cozer no forno. Serve-se frio.  
A palavra “haslet” deriva de “hastilles”, da língua francesa antiga, com o significado de fressura  e nos EUA é essa ainda a sua utilização. 
Aparentemente, a preparação com fressuras de porco era tradicional na Inglaterra, como refere Eliza Acton sobre um “harslet pudding”, feito com o coração, fígado, rins e outras vísceras de porco, em ”Modern Cookery for Private Families” (London 1855) 336. Jennie Reekie também inclui uma receita do “Lincolnshire ‘Harslet’” em “British Charcuterie” (London 1988), que é preparado sem pão e é enrolado em manta intestinal (mesentério).
Noutras receitas, refere-se que o “haslet" é uma salsicha escura feita com vísceras de porco, típica da Grã-Bretanha”, o que pode ser uma confusão com a verdadeira salsicha-de-lincolnshire, outa especialidade local.  No País de Gales, o haslet é feito com batata ralada, fígado de porco e cebola. 

## África do Sul
Há uma variante sul-africana de haslet, baseada em fressuras de borrego, chamada “haksel”, em que se cozem os pulmões, coração e traqueia do animal e, quando essas fressuras já estão macias, moem-se e junta-se à carne e “cooknat” (o “fundo” ou caldo de cozer o borrego) cebola partida, sal, vinagre e pão; deixa-se cozer em lume brando até fazer um “paté”, que se pode servir como prato principal, ou com pão para o pequeno almoço ou jantar. Renata Coetzee, ”The South African Culinary Tradition” (Cape Town 1977) 66 